# 7695 Пржемисл
7695 Пржемисл (7695 Přemysl) — астероїд головного поясу, відкритий 27 листопада 1984 року.
Тіссеранів параметр щодо Юпітера — 3,417.